# Jan Kałuszewski

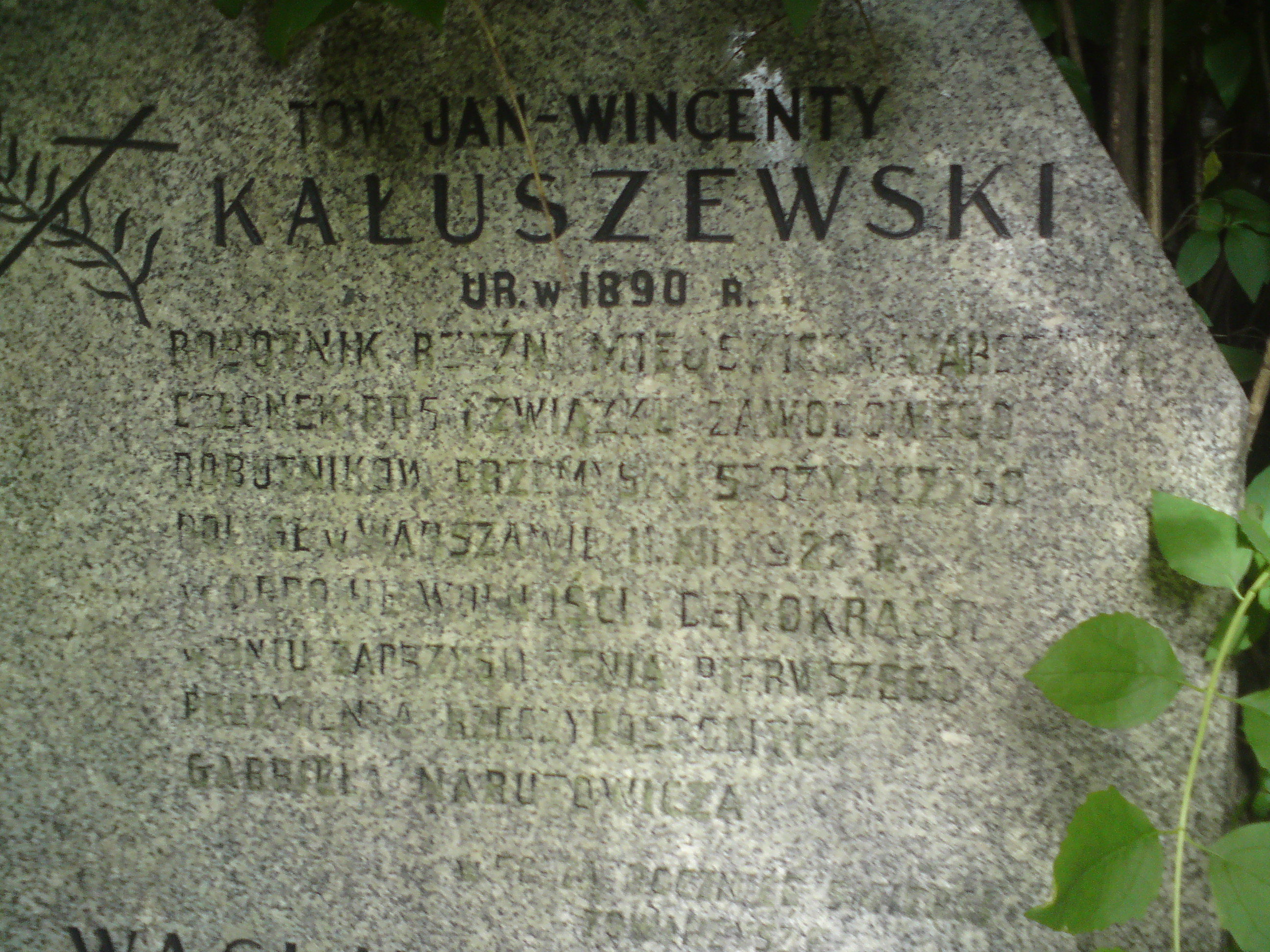
Grób Jana Kałuszewskiego na cmentarzu Wolskim w Warszawie

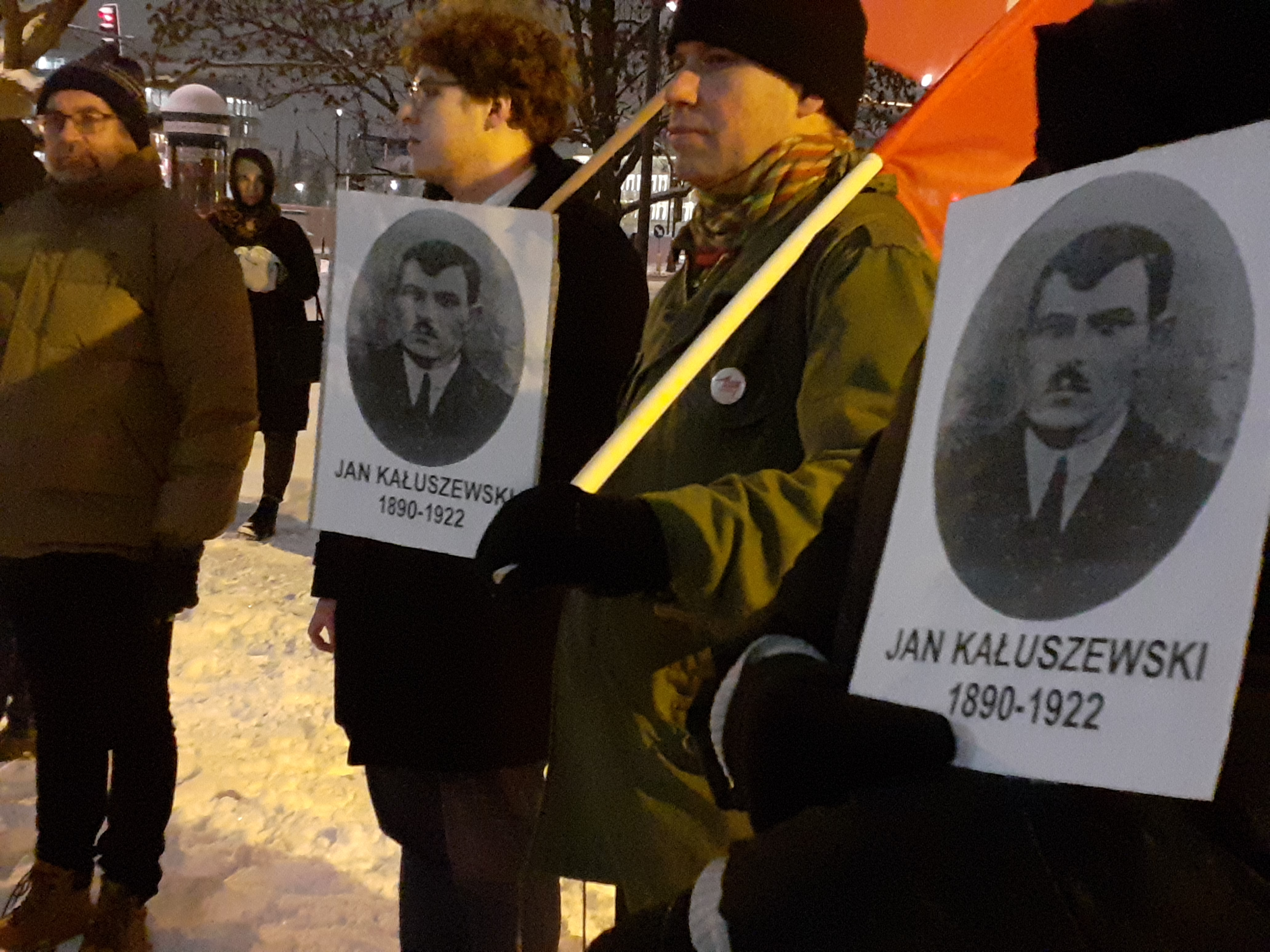
Zdjęcia Jana Kałuszewskiego pokazywane podczas pikiety w setną rocznicę śmierci Gabriela Narutowicza w Warszawie, 2022

Jan Wincenty Kałuszewski (ur. 1890 w Warszawie, zm. 11 grudnia 1922 tamże) – działacz związkowy i socjalistyczny. Zginął w trakcie manifestacji Polskiej Partii Socjalistycznej w dniu zaprzysiężenia Prezydenta Gabriela Narutowicza. Uznany przez PPS jako symbol walk bratobójczych i ofiar prawicy.

## Życiorys
Syn Stanisława. Z zawodu rzeźnik, pracował w Warszawie w rzeźni na Solcu. Według niektórych informacji w czasie I wojny światowej był żołnierzem w armii rosyjskiej, zaś w 1917 uczestniczył w rewolucji w Rosji. Po powrocie do Polski wstąpił do PPS. Działał w Związku Zawodowym Robotników Przemysłu Spożywczego.
W czasie wywołanych przez „endecję”, w dniu zaprzysiężenia Gabriela Narutowicza na urząd Prezydenta RP zamieszek w Warszawie, wziął udział w demonstracji PPS. Demonstranci mieli za zadanie uwolnić zatrzymanych parlamentarzystów Bolesława Limanowskiego i Ignacego Daszyńskiego.

Demonstracja PPS dotarła na Plac Trzech Krzyży i uwolniła zatrzymanych. Na ul. Nowy Świat do manifestantów członkowie bojówek endeckich zaczęli strzelać z rewolwerów. Kałuszewski niosący sztandar Warszawskiego Okręgowego Komitetu Robotniczego PPS, lub według innych wersji Dzielnicy Śródmiejskiej PPS, został śmiertelnie ranny. Według innej wersji zginął, gdy usiłował przejąć sztandar z rąk rannego chorążego. Według tej wersji chorążym sztandaru był Kozłowski, a Kałuszewski przejął sztandar po jego zranieniu. Ugodzony kulą w głowę, zmarł tego samego dnia w szpitalu Dzieciątka Jezus. Uczestnik tych zdarzeń, obecny przy ranieniu Kałuszewskiego, działacz PPS Józef Żmigrodzki, wspominał:

Zbiegiem okoliczności w momencie, gdy ugodziła go śmiertelna kula, stałem o dwa lub trzy kroki od niego i przejęty zgrozą, patrzyłem na niego, gdy osuwał się na bruk. Oczy jego w tej chwili, otwarte jeszcze, spoglądały przytomnie. Co w nich wyczytałem? – nie umiałem wówczas, i nie umiem tego określić, a byłoby brakiem poszanowania dla majestatu tej śmierci, gdybym ważył się snuć na ten temat fantazje. Ale mogę bez wahania, a nawet – jak mi się wydaje – powinienem powiedzieć, czego w tych oczach na pewno nie było: ani cienia lęku przed mająca nadejść – o czym wiedział na pewno – za sekundę czy ułamku sekundy śmiercią. Niewielu jest chyba na świecie ludzi, którzy spotykają śmierć z taką odwagą i takim spokojem

 Żmigrodzki potwierdzał, że zdarzenie miało miejsce na Placu Trzech Krzyży, oraz że Kałuszewski niósł sztandar PPS już od ulicy Wareckiej.
Jego śmierć stała się symbolem, podnoszonym przez liderów PPS. 16 grudnia na cmentarzu wolskim odbył się jego manifestacyjny pogrzeb z udziałem PPS, Warszawskiej Rady Związków Zawodowych i Związku Zawodowym Robotników Przemysłu Spożywczego. Wzięło w nim – w zależności od źródeł – udział od 60 do 200 tys. osób. Warszawski OKR zainicjował akcję pomocy dla rodziny Kałuszewskiego.